# (6466) Drewesquivel
(6466) Drewesquivel es un asteroide perteneciente al cinturón de asteroides, descubierto el 25 de junio de 1979 por Eleanor F. Helin y el también astrónomo Schelte John Bus desde el Observatorio de Siding Spring, Nueva Gales del Sur, Australia.

## Designación y nombre
Designado provisionalmente como 1979 MU8. Fue nombrado en memoria de Drew Esquivel (1995-2016), quien fue un estudiante dedicado, mentor, líder y atleta destacado en equipos de lucha libre y natación, disfrutaba de compartir sus habilidades y pasión por el desarrollo de software con sus pares en el MIT y el Programa Científico de Verano, y con la comunidad en general a través de aplicaciones móviles y tutoría en línea.

## Características orbitales
Drewesquivel está situado a una distancia media del Sol de 2,560 ua, pudiendo alejarse hasta 2,862 ua y acercarse hasta 2,258 ua. Su excentricidad es 0,118 y la inclinación orbital 13,775 grados. Emplea 1495,74 días en completar una órbita alrededor del Sol.
Pertenece a la familia de asteroides de (15) Eunomia.

## Características físicas
La magnitud absoluta de Drewesquivel es 13,64. Tiene 5,418 km de diámetro y su albedo se estima en 0,456.